# Pleurosoma testacea
Pleurosoma testacea là một loài bướm đêm thuộc phân họ Arctiinae, họ Erebidae.